# 23e cérémonie des Trophées du Film français
La 23e cérémonie du Film français, organisée par le magazine Le Film français le 2 février 2016 au Palais Brongniart, à Paris, récompense les succès cinématographiques et télévisés de l'année passée.

## Palmarès
Les trophées 2015 du Film français sont :
- Trophée des Trophées : Star Wars, épisode VII : Le Réveil de la Force de J. J. Abrams
- Trophée du film français : Les Nouvelles Aventures d'Aladin d’Arthur Benzaquen
- Trophée d’honneur : Kristin Scott Thomas pour l’ensemble de sa carrière
- Trophée de la personnalité de l'année : Kev Adams (personnalité élue par les lecteurs du Film français)
- Trophée du public TF1 : Le Petit Prince de Mark Osborne (élu par les internautes des sites du groupe TF1)
- Trophée spécial : La Famille Bélier d'Éric Lartigau (film français ayant réalisé le plus grand nombre d’entrées en salle en 2015 (sorti en 2014))
- Trophée de la première œuvre : Les Nouvelles Aventures d'Aladin d’Arthur Benzaquen
- Trophée Unifrance : Le Petit Prince de Mark Osborne
- Duo révélation cinéma réalisateur / producteur : Deniz Gamze Ergüven et Charles Gillibert pour Mustang
- Duo cinéma réalisateur / producteur : Catherine Corsini et Élisabeth Perez pour La Belle Saison
- Duo TV réalisateur / producteur : Fanny Herrero et Dominique Besnehard, Michel Feller (Mon Voisin Productions), Harold Valentin, Aurélien Larger (Mother Production) pour Dix pour cent